# Debra Austin
Debra Austin (25 luglio 1955) è un'ex ballerina statunitense.

## Biografia
Ha iniziato a danzare all'età di otto anni e a dodici ha vinto una borsa di studio per la School of American Ballet. Nel 1971 è stata scelta personalmente da George Balanchine, che l'ha scritturata per il New York City Ballet. Austin così è diventata la prima ballerina afroamericana a danzare per la compagnia.
Dopo aver danzato come solsita con il Balletto di Zurigo, nel 1982 è tornata negli Stati Uniti e si è unita al Pennsylvania Ballet in veste di prima ballerina, diventato così la prima ballerina principale afroamericana in una compagnia di alto profilo negli Stati Uniti. Dopo il ritiro dalle scene nel 1990 è diventata maestra di balletto del Carolina Ballet.
È sposata dal 1992 con il ballerino rumeno Marin Boieru e la coppia ha avuto due figli.